# La pila della Peppa
La pila della Peppa è un film del 1963 diretto da Claude Autant-Lara.

## Trama
Giuseppa gestisce un'osteria del sud della Francia. Suo figlio Giustino studia a Parigi ma è sempre senza soldi.
La donna solo per fare invidia al sindaco del paese racconta a tutti di aver ricevuto una eredità da un lontano parente. Il figlio manda il suo amico Pietro a prendere una parte di questi soldi ma il giovane scopre quasi subito la verità.
Scopre anche la vera identità del padre di Giustino, si tratta proprio del sindaco che non ne sapeva nulla.
L'uomo accetta di aiutare la donna con i suoi soldi e parte con lei alla volta di Parigi per ricongiungersi con il figlio.

## Produzione
Le vicende travagliate del film sono rievocate da Pierre Berruer nella sua biografia di Bourvil: abbandonato dai produttori, Autant-Lara decide di produrre il film da solo; ma la prima sceneggiatura non piace a Bourvil, che vorrebbe ritirarsi: "Il soggetto non è cattivo. Ma la sceneggiatura", dice l'attore. "Forse con dei grandi attori? Con la Magnani per esempio?", replica Autant-Lara. "Beh, se riuscite ad averla farò il film" risponde Bourvil. Il film fu un insuccesso clamoroso, Autant-Lara e Bourvil, che si erano impegnati sul piano finanziario, vi persero centoventi milioni di franchi.

## Critica
I registi della Nouvelle Vague, notoriamente detrattori del regista, lo considerano il tipico esempio del deprecato "cinéma de papa". In compenso i Cahiers du cinéma saranno i soli a considerare sublime l'interpretazione di Anna Magnani la quale in più di un'occasione aveva disconosciuto il film, che l'aveva messa addirittura in crisi riguardo alla propria carriera di attrice.